# هوانگ شیائومین
هوانگ شیائومین (انگلیسی: Huang Xiaomin؛ زادهٔ ۱۴ آوریل ۱۹۷۰) شناگر زن اهل چین بود.
وی در مسابقات کشوری و بین‌المللی در مجموع برندهٔ ۲ مدال نقره، ۱ مدال برنز شده‌است.